# Sola (Vanuatu)
Sola è un centro abitato di Vanuatu situato nella provincia di Torba, della quale è il capoluogo.